# GIPSIC
Das Akronym GIPSIC steht für die sechs Länder Griechenland, Irland, Portugal, Spanien, Italien und Zypern (englisch Cyprus). Alle diese Länder haben den Euro; sie sind also Mitglieder der Eurozone. Alle sechs Länder haben hohe Staatsschulden. Als Griechenland im Frühjahr 2010 kurz vor dem Staatsbankrott stand, beschlossen die Teilnehmer eines EU-Gipfels an einem einzigen Wochenende den ersten Euro-Rettungsschirm.
Stand April 2013 hat die Staatengemeinschaft einschließlich der Europäischen Zentralbank (EZB) den GIPSIC-Ländern 1.185 Milliarden Euro Rettungskredite gewährt:
- 707 Milliarden Euro Target-Schulden abzüglich der Forderungen aus einer unterproportionalen Ausgabe von Banknoten,
- 349 Milliarden intergouvernementale Rettungskredite einschließlich der Kredite des Internationalen Währungsfonds (IWF) und
- 128 Milliarden Euro Käufe von Staatspapieren der GIPSIC-Länder durch die Notenbanken der Nicht-GIPSIC-Länder[2]

Siehe auch:
- PIGS
- PIIGS